# Ossorua
Ossorua (Ossoroa, Osso Rua) ist ein osttimoresischer Suco im Verwaltungsamt Ossu (Gemeinde Viqueque).

## Geographie

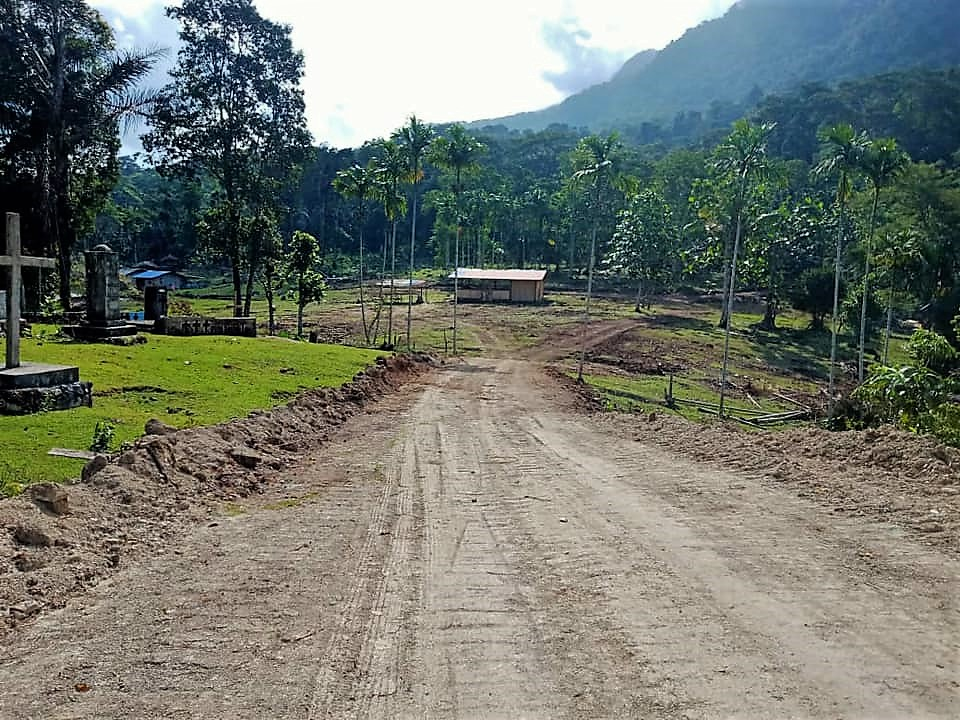
In Ossorua

Der Suco Ossorua befindet sich im Südosten des Verwaltungsamtes Ossu. Vor der Gebietsreform 2015 hatte Ossorua eine Fläche von 4,92 km², mit den Siedlungen Ossorua und Ossoluquimeta im Zentrum. Bei der Reform wurde das Territorium von Ossorua stark vergrößert. Teile der Sucos Loi-Huno, Uaibobo und Uaguia kamen zu Ossorua. Dazu gehörten auch von Uaguia die Siedlungen Dasarai (Dassarai), Raimuti, Uatumanutuco (Uatu Manuruku) und Uaitutumata im Westen und von Uabubo die Orte Samaliurai (Sama Liurai), Darenau (Darinau) und Uaitau (Uaitahu) im Nordosten. Die Aldeias mit gleichen Namen blieben aber nach der Reform in ihren alten Sucos.
Im Westen reichte Ossorua nun bis zum Fluss Cuha und im Osten gehörte nun der Berg Builo zum Suco. Nördlich lagen nun die Sucos Uabubo und Uaguia, im Nordwesten Ossu de Cima und im Südwesten Loi-Huno. Im Süden grenzte Ossorua an das Verwaltungsamt Viqueque mit dem Suco Caraubalo und im Osten an das Verwaltungsamt Uato-Lari mit den Sucos Matahoi Macadique de Baixo und Macadique Uaitame. Die Fläche Ossoruas betrug nun 52,55 km².
2017 wurden die Aldeias Buareca, Builo, Derulo und Lutuguia als neuer Suco Builo abgetrennt. Die neuen Begebenheiten sind in diesem Artikel noch nicht berücksichtigt. Im Suco Ossorua befinden sich nun noch die acht Aldeias Fatu Dere, Laisorule, Raimuti, Sama-Lari (Makasae für „Banyanbaum“), Uai-Bobo, Uatu-Laua (Uatu-Lawa), Umabere und Umatamene.
Der Ort Ossorua liegt im Nordosten des Sucos, auf einer Meereshöhe von 684 m. Hier befindet sich eine Grundschule und eine medizinische Station. Zu der Siedlung gehört auch der Ort Ossoluquimeta (Ossolekimeta).
Neben der Schule in Ossorua haben auch die neuen im Siedlungszentren im Westen und Nordosten jeweils eine Grundschule. Im Nordosten gibt es zudem eine medizinische Station.

## Einwohner

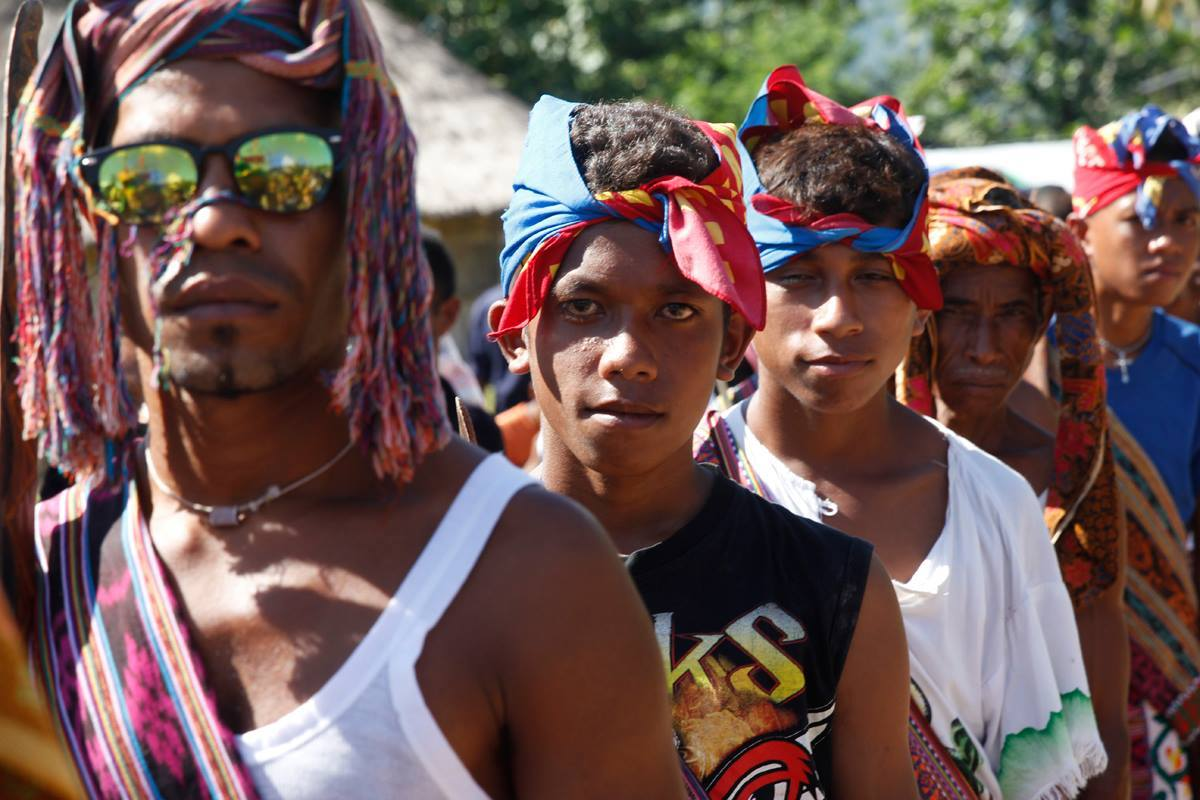
Männer aus Ossorua (2016)

In Ossorua leben 1.692 Einwohner (2022), davon sind 845 Männer und 847 Frauen. Im Suco gibt es 346 Haushalte. Über 97 % der Einwohner geben Makasae als ihre Muttersprache an. Weniger als 2 % sprechen Baikeno und eine kleine Minderheit Tetum Prasa.

## Geschichte
Historisch teilte sich das Verwaltungsamt in die Reiche Ossu und Ossorua, die jeweils von einem Liurai regiert wurden. Diese Teilung wurde durch zwei heilige Häuser (Oma-da'a) auf dem Berg Ossu Umurapa symbolisiert. Eines auf dem westlichen und eines auf dem östlichen Gipfel. Der Berg liegt im Zentrum des Verwaltungsamts.
Als die Japaner 1942 Timor besetzten, flohen die Einwohner Ossoruas in die Berge. Dom Paulo de Freitas de Silva, ein Nachkomme der Topasse, war in dieser Zeit der Herrscher von Ossorua. Er hatte die Missionsschule in Ossu besucht und unterstützte die australischen Spezialeinheiten, die in der Schlacht um Timor in Guerillataktik gegen die Japaner kämpften. Am 10. Februar 1943 wurde Dom Paulo nach Australien evakuiert.
Als Indonesien die Region 1976 besetzte, wurden Häuser und Felder der geflohenen Bevölkerung verbrannt und das Vieh getötet.

## Politik

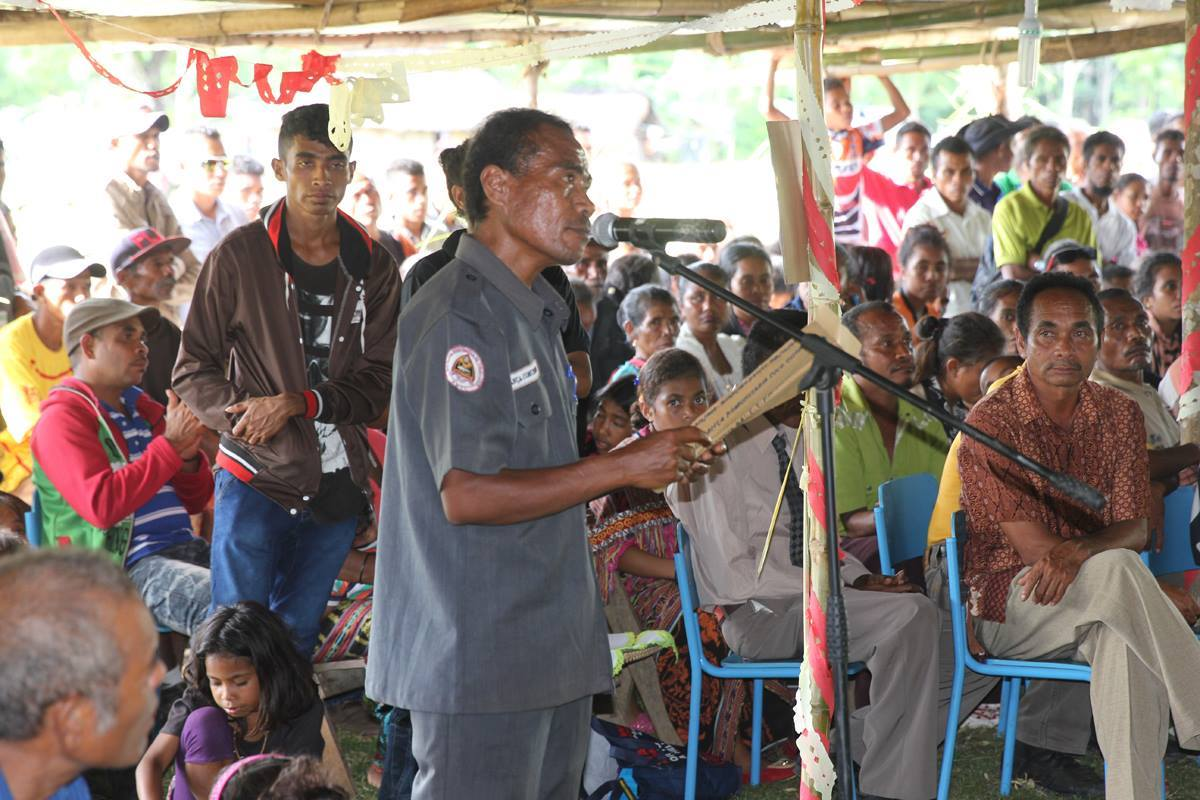
Eduardo da Rosa Freitas (2016)

Bei den Wahlen von 2004/2005 wurde Fernando Ximenes zum Chefe de Suco gewählt. Bei den Wahlen 2009 gewann Eduardo da Rosa Freitas und wurde 2016 in seinem Amt bestätigt.